# Нінгаген (Нижня Саксонія)
Нінгаген (нім. Nienhagen) — громада в Німеччині, розташована в землі Нижня Саксонія. Входить до складу району Целле. Складова частина об'єднання громад Ватлінген.
Площа — 17,57 км2. Населення становить 6807 ос. (станом на 31 грудня 2021).

## Галерея

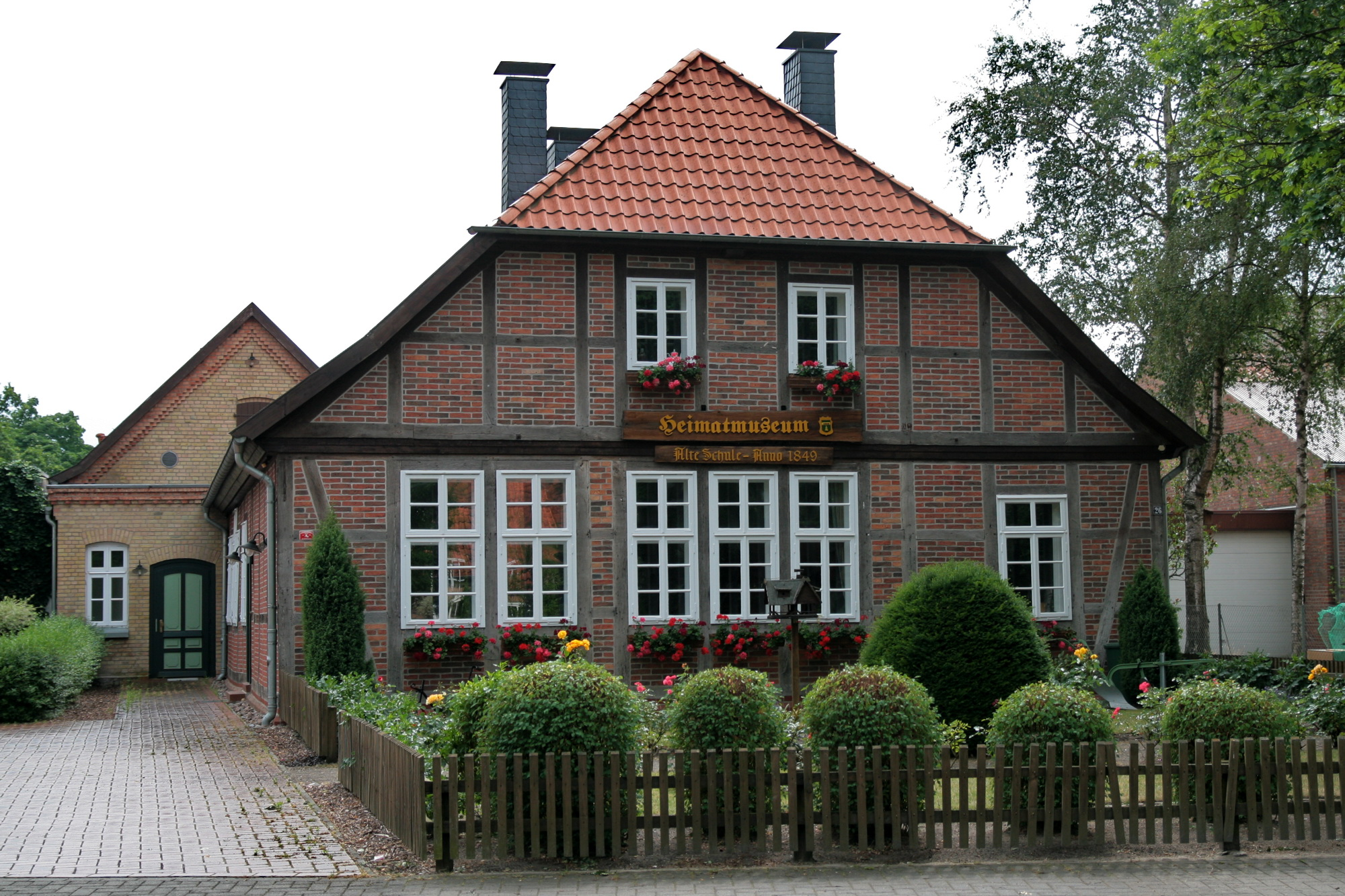
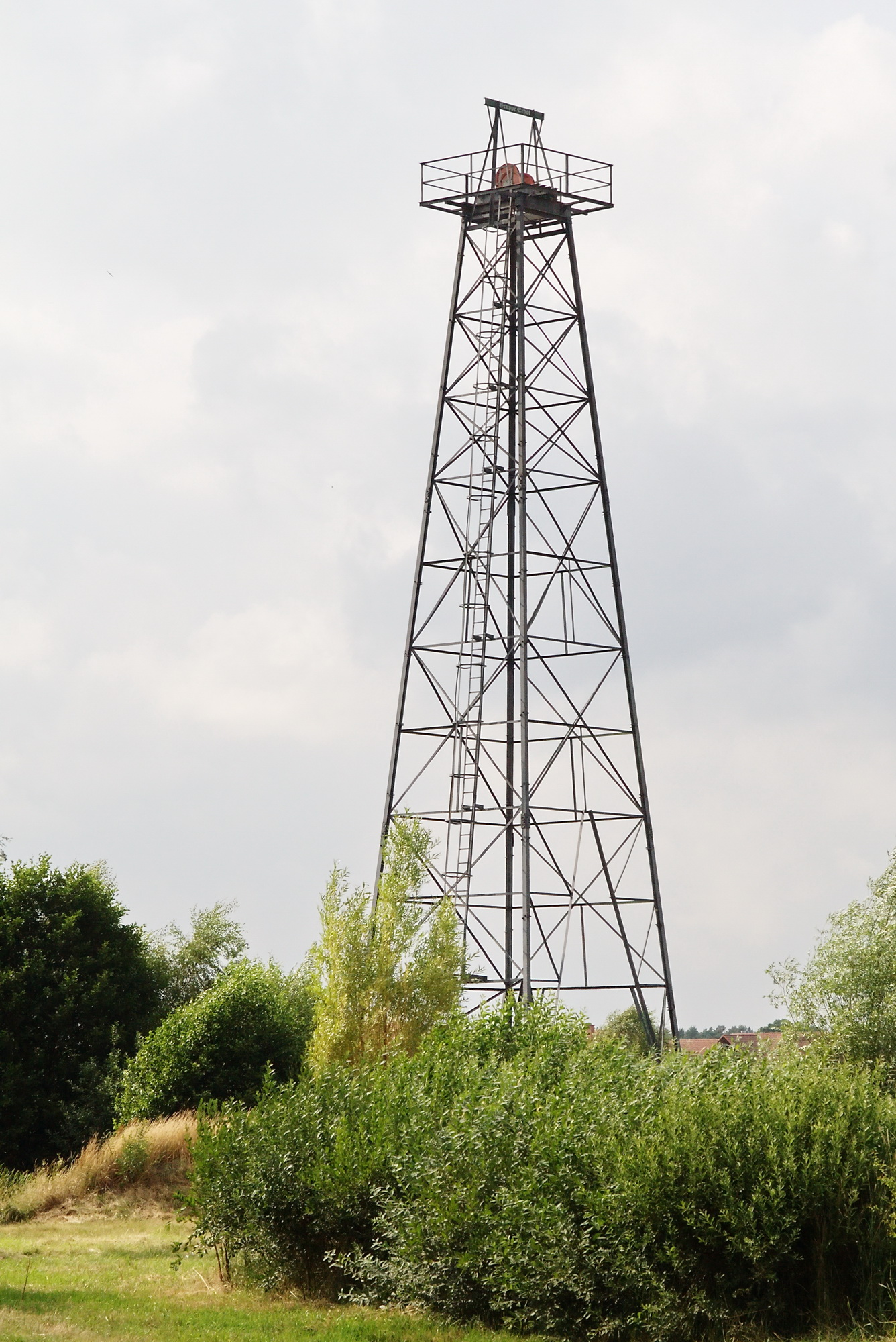
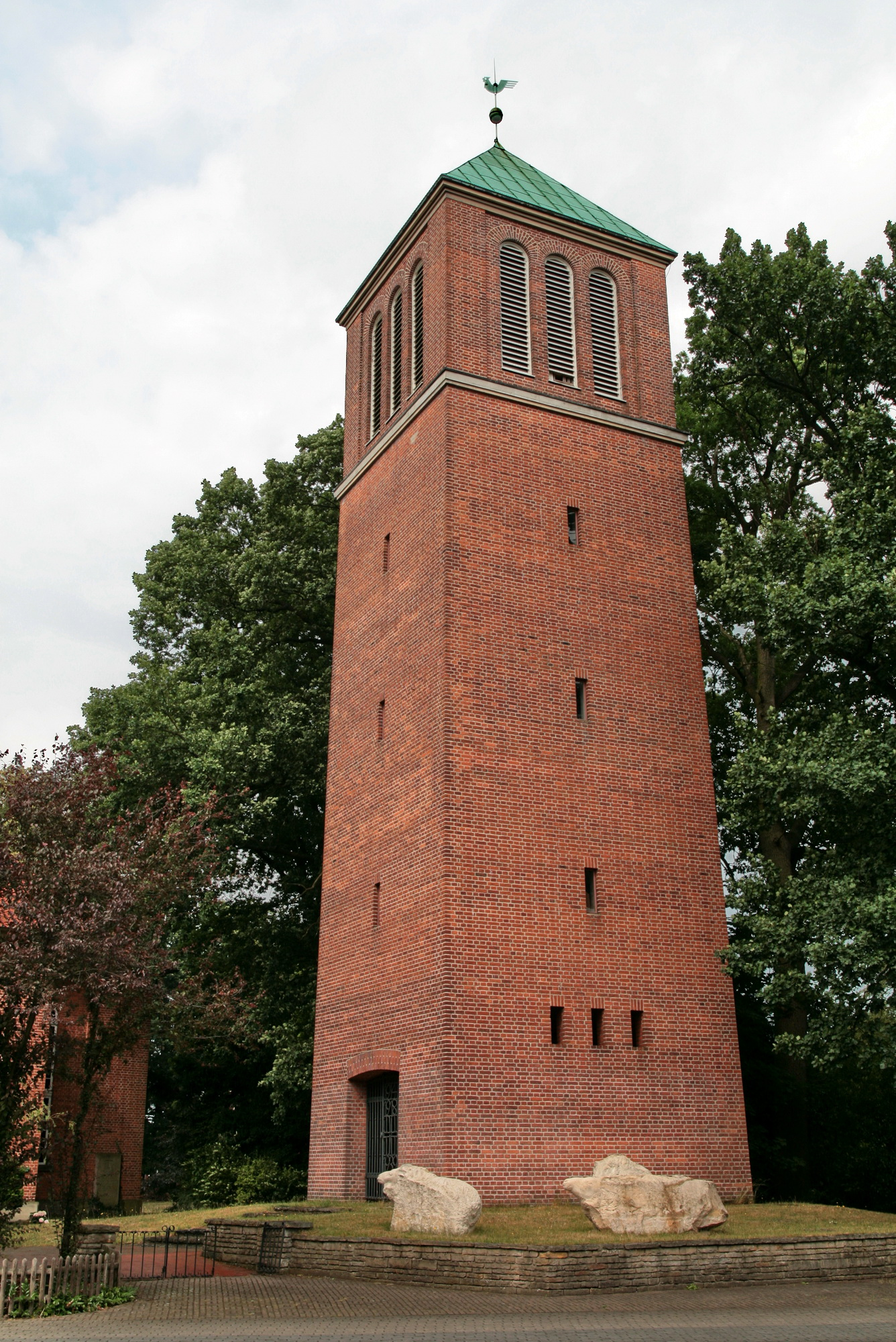
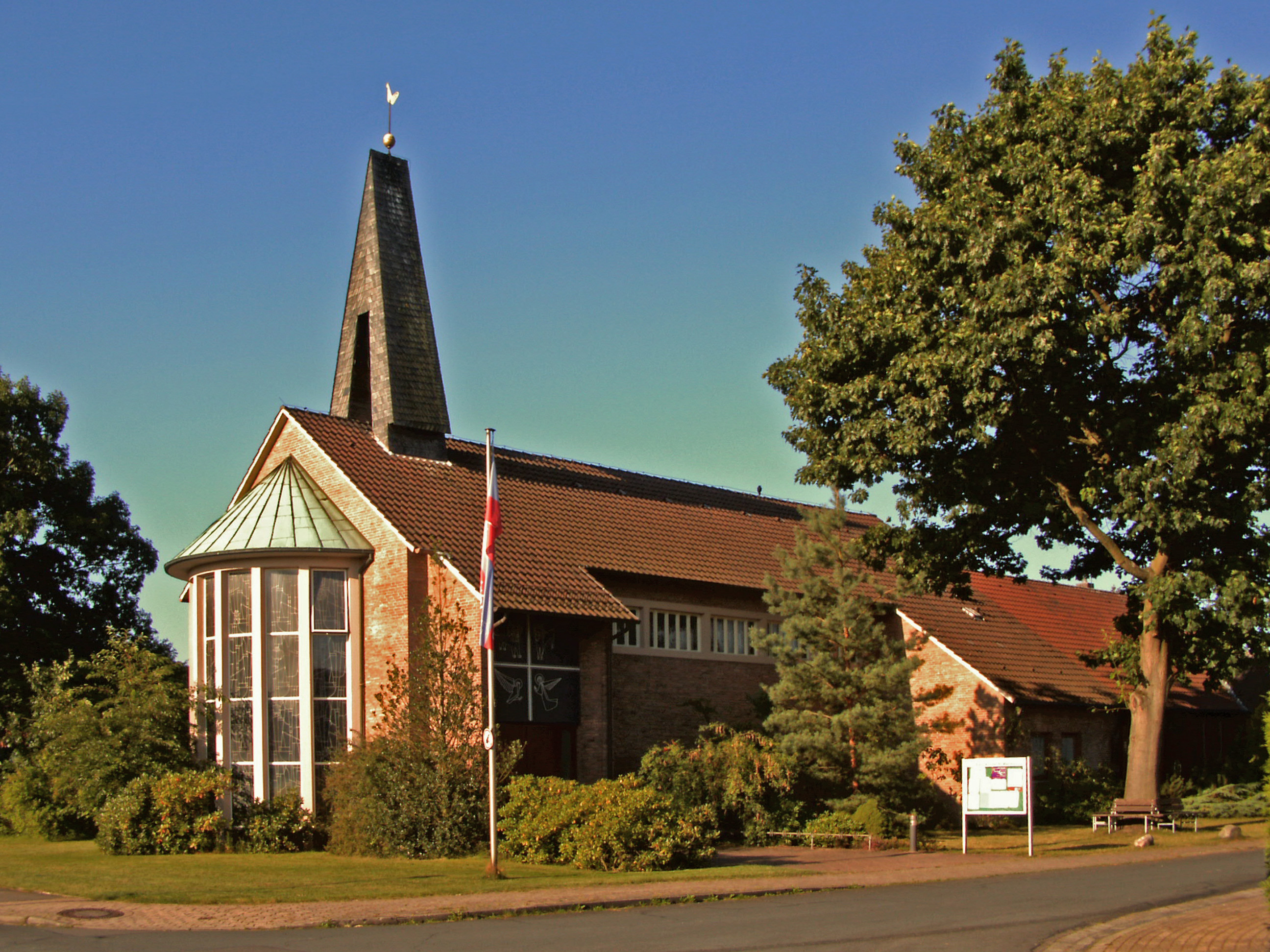